# آلنبی درایور
آلنبی درایور (انگلیسی: Allenby Driver; ۲۹ سپتامبر ۱۹۱۸ – ۳۱ مارس ۱۹۹۷) بازیکن فوتبال اهل بریتانیا بود.
از باشگاه‌هایی که در آن بازی کرده‌است می‌توان به باشگاه فوتبال شفیلد ونزدی، باشگاه فوتبال لوتون تاون، باشگاه فوتبال کوربی تاون، باشگاه فوتبال نوریچ سیتی، باشگاه فوتبال ایپسویچ تاون، و باشگاه فوتبال والسال اشاره کرد.